# Juliusz Paetz
Juliusz Paetz (Poznań, 2 febbraio 1935 – Pleszew, 15 novembre 2019) è stato un arcivescovo cattolico polacco.

## Biografia
Monsignor Juliusz Paetz nacque a Poznań il 2 febbraio 1935.

### Formazione e ministero sacerdotale
Dal 1949 al 1953 studiò al seminario minore dell'arcidiocesi di Poznań e dal 1953 al 1958 proseguì gli studi di filosofia e teologia al seminario arcivescovile.
Il 28 giugno 1959 fu ordinato presbitero per l'arcidiocesi di Poznań nella cattedrale arcidiocesana da monsignor Antoni Baraniak. Dal 1959 al 1961 fu vicario parrocchiale della parrocchia del Corpus Domini a Poznań e animatore nel centro pastorale "Madonna Regina di Polonia" di Ostrów Wielkopolski dove fu anche cappellano dell'ospedale. Dal 1960 al 1962 studiò presso la Facoltà di teologia dell'Università Cattolica di Lublino. Nel 1962 venne inviato a Roma dove ha proseguito gli studi alla Pontificia Università Gregoriana e alla Pontificia università "San Tommaso d'Aquino". Nel 1967 conseguì il dottorato in teologia con una tesi sull'ecclesiologia patristica.
Dal 1967 al 1976 fu impiegato della segreteria generale del Sinodo dei vescovi a Roma. Nello stesso periodo lavorò nel Consiglio per gli affari pubblici della Chiesa. Fece parte della delegazione vaticana dei contatti di lavoro permanenti con il governo della Repubblica Popolare di Polonia. Dal 1976 al 1982 fu prelato dell'anticamera papale e quindi stretto collaboratore di tre papi: Paolo VI, Giovanni Paolo I e Giovanni Paolo II. Accompagnò diverse volte gli arcivescovi Agostino Casaroli e Luigi Poggi nelle loro visite ufficiali in Polonia. Nel 1973 venne nominato cappellano di Sua Santità e nel 1976 prelato d'onore di Sua Santità.

### Ministero episcopale
Il 20 dicembre 1981 papa Giovanni Paolo II lo nominò vescovo di Łomża. Ricevette l'ordinazione episcopale il 6 gennaio successivo dallo stesso pontefice, coconsacranti gli arcivescovi Eduardo Martínez Somalo, sostituto per gli affari generali della Segreteria di Stato, e Duraisamy Simon Lourdusamy, segretario della Congregazione per l'evangelizzazione dei popoli. Come motto episcopale scelse l'espressione "In nomine Domini" (Nel nome del Signore). Il 25 gennaio 1983 prese possesso della diocesi e il 13 marzo successivo fece l'ingresso solenne. Nel 1990 fondò la scuola di catechesi diocesana a Łomża, trasformata nel 1993 nel collegio di teologia. Nel 1993 creò il settimanale diocesano "Głos Katolicki" e nel 1995 indisse il primo sinodo diocesano. Durante il suo episcopato istituì 34 parrocchie. Nel 1991 accolse a Łomża papa Giovanni Paolo II nell'ambito della sua quarta visita apostolica in Polonia.

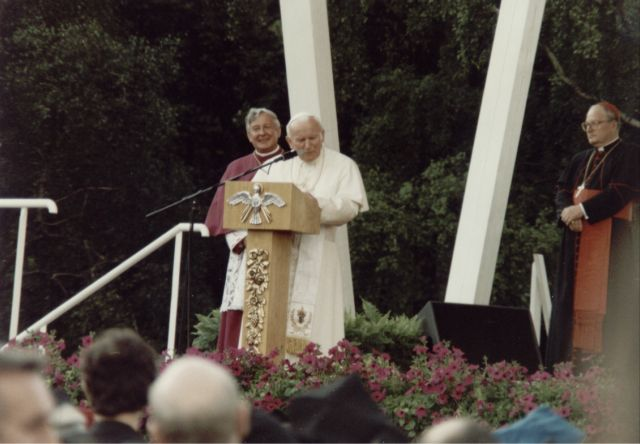
Monsignor Paetz con papa Giovanni Paolo II nel giorno della sua visita a Poznań nel 1997.

L'11 aprile 1996 papa Giovanni Paolo II lo nominò arcivescovo metropolita di Poznań. Il 23 aprile 1996 prese possesso della diocesi e il 27 dello stesso mese fece l'ingresso solenne. Il 29 giugno 1996 papa Giovanni Paolo II gli impose il pallio nella basilica di San Pietro in Vaticano. Durante il suo episcopato la Pontificia facoltà di teologia di Poznań fu incorporata nelle strutture dell'Università Adam Mickiewicz. Egli stesso ebbe l'incarico di gran cancelliere della facoltà. Nel 1997 accolse a Poznań papa Giovanni Paolo II nell'ambito della sua sesta visita apostolica in Polonia.
In seno alla Conferenza episcopale polacca fu membro del consiglio permanente, presidente del consiglio per le comunicazioni sociali, membro della commissione per gli affari pastorali del turismo, membro del comitato per l'Università Cattolica di Lublino e membro del gruppo per le relazioni permanenti con l'episcopato lituano.
Nel febbraio del 2002 i media hanno pubblicarono le accuse a lui rivolte a di molestie sessuali nei confronti di alcuni seminaristi maggiorenni di Poznań. Un giornale polacco riferì che le sue "inclinazioni omosessuali" erano note da almeno due anni e che gli era stato rifiutato l'accesso al seminario dal suo rettore". Fino a quel momento, per oltre due anni, l'ambiente cattolico locale aveva cercato di risolvere la questione senza renderla pubblica. Gli interventi del nunzio apostolico Józef Kowalczyk e della Santa Sede si erano però dimostrati inefficaci. Papa Giovanni Paolo II fu informato delle accuse contro monsignor Paetz dalla sua amica Wanda Półtawska e inviò a Poznań una commissione di suoi rappresentanti guidata da monsignor Antoni Stankiewicz con il compito di esaminare il caso. Monsignor Paetz si difese dicendo: "Nego tutte le informazioni pubblicate dai media e vi assicuro che si tratta di un'errata interpretazione delle mie parole e del mio comportamento. [...] I più grandi criminali hanno diritto all'anonimato a meno che un tribunale non decida diversamente. Sono stato privato di questo diritto. I mass media mi hanno già giudicato e condannato". Il pontefice definì la vicenda un "grave scandalo".
Il 28 marzo 2002 papa Giovanni Paolo II accettò la sua rinuncia al governo pastorale dell'arcidiocesi. Lo stesso anno il cardinale Giovanni Battista Re, prefetto della Congregazione per i vescovi, gli impose il divieto di amministrare i sacramenti della cresima e dell'ordine sacro, predicare, consacrare chiese e altari, presiedere cerimonie pubbliche e, talvolta, partecipare ad esse. Monsignor Paetz dichiarò: "Non tutti hanno capito il mio atteggiamento aperto nei confronti delle persone e dei loro problemi".
Nessuna delle presunte vittime di monsignor Paetz sporse mai alcuna denuncia all'autorità giudiziaria polacca.
Nel 2010 venne riferito che papa Benedetto XVI aveva revocato queste disposizioni. Padre Federico Lombardi, direttore della sala stampa della Santa Sede negò il fatto dicendo che la sua "riabilitazione era senza fondamento". Continuò a partecipare alle ordinazioni episcopali e fu visto nella TV polacca mentre salutava papa Benedetto XVI durante la sua visita in Polonia nel 2006. Nel 2013 il cardinale Tarcisio Bertone, gli rinnovò l'invito a vivere in isolamento, per pensare e pregare.
Nell'aprile del 2016 la Santa Sede chiese a monsignor Paetz di fermare le apparizioni pubbliche e riprendere una vita privata di "pentimento e preghiera" dopo che il presule aveva comunicato la sua intenzione di concelebrare la messa del 1050º anniversario del battesimo della Polonia. Il nunzio apostolico Celestino Migliore gli scrisse: "La notizia dei media sulla tua partecipazione alle celebrazioni ufficiali dell'anniversario del battesimo della Polonia ha creato una nuova situazione di trambusto inutile e dannoso per la chiesa in Polonia e la Santa Sede. Contraddice palesemente le istruzioni che ti sono state date". Il presule ha commentato: "Perché no? Sono qui a casa".
Morì nella casa di cura delle ancelle dell'Immacolata Concezione della Beata Vergine Maria a Pleszew il 15 novembre 2019 all'età di 84 anni. Le esequie si tennero in forma strettamente privata la mattina del 18 novembre nella cattedrale di Poznań. È sepolto nel cimitero della parrocchia di Sant'Antonio di Padova a Poznań.

## Genealogia episcopale e successione apostolica
La genealogia episcopale è:
- Cardinale Scipione Rebiba
- Cardinale Giulio Antonio Santori
- Cardinale Girolamo Bernerio, O.P.
- Arcivescovo Galeazzo Sanvitale
- Cardinale Ludovico Ludovisi
- Cardinale Luigi Caetani
- Cardinale Ulderico Carpegna
- Cardinale Paluzzo Paluzzi Altieri degli Albertoni
- Papa Benedetto XIII
- Papa Benedetto XIV
- Papa Clemente XIII
- Cardinale Enrico Benedetto Stuart
- Papa Leone XII
- Cardinale Chiarissimo Falconieri Mellini
- Cardinale Camillo Di Pietro
- Cardinale Mieczysław Halka Ledóchowski
- Cardinale Jan Maurycy Paweł Puzyna de Kosielsko
- Arcivescovo Józef Bilczewski
- Arcivescovo Bolesław Twardowski
- Arcivescovo Eugeniusz Baziak
- Papa Giovanni Paolo II
- Arcivescovo Juliusz Paetz

La successione apostolica è:
- Arcivescovo Marek Jędraszewski (1997)
- Vescovo Grzegorz Balcerek (1999)